# 1250年代
| 千纪： | 2千纪                                                                                            |
| 世纪： | 12世纪 \| 13世纪 \| 14世纪                                                                       |
| 年代： | 1220年代 \| 1230年代 \| 1240年代 \| 1250年代 \| 1260年代 \| 1270年代 \| 1280年代                 |
| 年份： | 1250年 \| 1251年 \| 1252年 \| 1253年 \| 1254年 \| 1255年 \| 1256年 \| 1257年 \| 1258年 \| 1259年 |

## 大事记
- 1250年，阿尤布王朝灭亡。
- 1252年—1259年，第三次蒙古西征。
- 1253年，大理国灭亡。
- 1254年，霍亨斯陶芬王朝结束。
- 1258年，阿拉伯帝国灭亡。
- 1259年，钓鱼城之战。

## 逝世
- 海迷失后（1252年）
- 蒙哥（1259年）